# Пенрин (замок)
Пенрин (англ. Penrhyn  Castle) — замок, образец нео-нормандской архитектуры, расположенный в округе Гуинет в Уэльсе, Великобритания. Расположен возле деревни Лландегай (Llandegai) недалеко от города Бангор.

## История
Замок построен в XIX веке для семьи Джорджа Хей Докинс Пеннанта (George Hay Dawkins Pennant), был воздвигнут между 1820 и 1845 по проекту Томаса Хоппера (Thomas Hopper).
В 1951 году был передан государству в качестве уплаты налога на наследство вместе с ним отошли  и 40.000 акров (160 км²) земли. Находится на попечении Национального фонда (National Trust) и открыт для посетителей. 
Замок Пенрин берет свое начало в XIII веке, но в нынешнем облике замок появился в XIX веке, в период между 1820 и 1840 годами. Замок является прекрасным примером нео-нормандской архитектуры. Замок расположен в Северном Уэльсе, возле города Бангор, графства Гвинедд. Занимает территорию 160 квадратных километров. 
Пенрин привлекает туристов не только суровым средневековым видом, но и прекрасно сохранившимся интерьером. Посетителей поражают практически все его детали: потолки с лепниной, статуи и колонны, канделябры и вазы. Все это прекрасно дополняют картины, портреты, гобелены и посуда. Также замок удивляет туристов музеем кукол. На территории замка расположен еще и Железнодорожный музей, в котором можно увидеть паровозы Северного Уэльса. Вокруг замка раскинулся сад, не менее богатый и красивый, чем сам замок. На территории замка есть кафе и сувенирная лавка.